# Мелинці
Мелинці (словен. Melinci) — поселення в общині Белтинці, Помурський регіон, Словенія. Висота над рівнем моря: 175,6 м.